# Anna Gadt
Anna Gadt, właśc. Anna Stępniewska (ur. 12 maja 1981) – polska wokalistka jazzowa. Pedagożka Instytutu Jazzu Akademii Muzycznej im. Karola Szymanowskiego w Katowicach.

## Życiorys

### Edukacja
W wieku dziewięciu lat rozpoczęła naukę w Państwowej Szkole Muzycznej w Kutnie, w której ukończyła z wyróżnieniem klasę fortepianu. Jest pedagogiem Instytutu Jazzu Akademii Muzycznej im. Karola Szymanowskiego w Katowicach. W 2013 uzyskała stopień doktora w dyscyplinie: wokalistyka jazzowa. Temat pracy doktorskiej: „Literackie znaczenie tekstu, a praktyczne zastosowanie w muzyce jazzowej” (promotorka – Henryka Januszewska-Stańczyk).

### Kariera
Jako studentka zdobyła główną nagrodę w takich konkursach i festiwalach jazzowych, jak m.in.: Międzynarodowe Spotkania Wokalistów Jazzowych (2001) oraz XXXII Old Jazz Meeting (2002). Zwycięstwo na festiwalu w 2001 umożliwiło jej występ w Muzycznym Studiu Polskiego Radia im. Agnieszki Osieckiej. W tym czasie zaprezentowała się także podczas takich widowisk, jak m.in. Sopot TOPtrendy Festiwal oraz Festiwal Polskiej Piosenki w Opolu. W 2001 na Międzynarodowych Warsztatach Jazzowych w Puławach poznała Szymon Makohin oraz Michała Jabłońskiego, z którymi dwa lata później założyła zespół Fizz The Fire. We wrześniu 2004 wystąpiła podczas warszawskiego Smart Jazz Festiwal, a w marcu kolejnego roku zagrała w Sali Kongresowej, gdzie została zaproszona przez brytyjski zespół The Brand New Heavies. W 2005 zagrała podczas Blueboat Jazz Festiwal w Niemczech, a rok później – na Saulkrasti Jazz Festiwal na Łotwie.

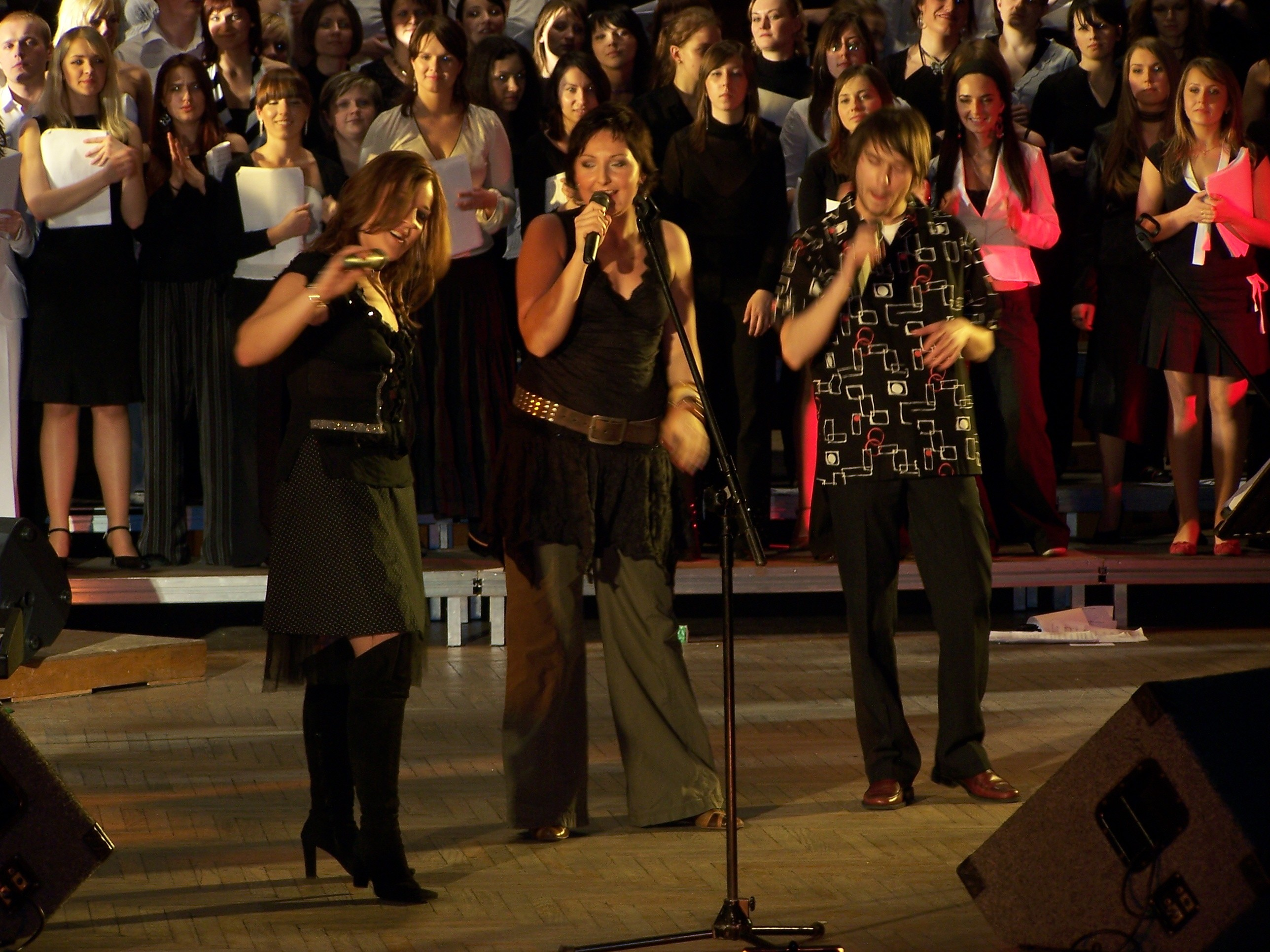
Stępniewska, Anna Serafińska i Marcin Wawrzynowicz podczas I Śląskiego Festiwalu Jazzowego, 2006

W 2006 otrzymała główną nagrodę podczas międzynarodowego konkursu wokalistów jazzowych podczas festiwalu Jazz Stuggle. W kwietniu 2007 zdobyła nagrodę podczas 43. Festiwalu Jazzowego Jazz nad Odrą we Wrocławiu. We wrześniu była jednym z gości muzycznych na Festiwalu Jazz Forum, zatytułowanym Ci, na których liczymy. W 2008 została trenerką wokalną w programie telewizji Polsat Jak oni śpiewają. W lipcu wystąpiła podczas festiwalu Szczecin Music Fest, na którym zagrała jako support amerykańskiej wokalistki – Suzanne Vegi. Pod koniec sierpnia 2008 wydała debiutancki album pt. Na mojej drodze, która otrzymała nominację do nagrody Fryderyka w kategorii Jazzowy Fonograficzny Debiut Roku. W 2009 została kierownikiem muzycznym formacji Jazz City Choir.
Kilka miesięcy po śmierci swojej matki postanowiła występować na scenie pod jej nazwiskiem – Gadt. Pod koniec listopada 2010 wydała swój drugi album studyjny pt. Still I Rise, który – według niej – jest „sentymentalną podróżą pośród repertuaru ukochanych wokalistek”, takich jak Dianne Reeves, Joni Mitchell, Cassandra Wilson, Shirley Horn.
W sierpniu 2013 wystąpiła podczas koncertu charytatywnego wieńczącego festiwal Jarmark Św. Jacka. W listopadzie wydała swój trzeci album studyjny, zatytułowany Breathing, na którym zagrało RGG Trio, tj. Garbowski, Gradziuk i Łukasz Ojdana. Jak wyznała w jednym z wywiadów, tytuł płyty symbolizuje „początek i koniec Życia i tworzenia własnej historii, legendy, kształtowania siebie”. Jak dodała: To (...) owoc zderzenia dwóch bardzo silnych przeżyć – śmierci mojej Mamy, której nazwisko przyjęłam jako swój pseudonim oraz narodzin mojego syna. Krążek promowała singlem „You”. 1 sierpnia 2014 wzięła udział w spektaklu Pamiętnik z powstania warszawskiego wystawianym w Sali pod Liberatorem Muzeum Powstania Warszawskiego. Zapis audiowizualny ze sztuki ukazał się w formie albumu DVD.
W 2015 wystąpiła w roli Elli w operze Czarodziejska Góra skomponowanej przez Pawła Mykietyna. W maju 2016 pojawiła się gościnnie w utworach z płyty Trik zespołu Nash. Gadt zaśpiewała i napisała muzykę do kilku umieszczonych na płycie piosenek. W lipcu wystąpiła wraz z innymi wokalistami podczas koncertu Wierzę w Boże Miłosierdzie na Światowych Dniach Młodzieży, wykonując piosenkę Indescribable z repertuaru Chrisa Tomlina. Jesienią Gadt uczestniczyła w Polish Stage w ramach European Jazz Conference.
W 2017 wydała czwarty album studyjny pt. Renaissance. W ramach promocji zagrała koncerty w Polsce i za granicą (m.in. we Francji, w Słowacji, Szwajcarii i Ukrainie). 25 stycznia 2017 album został wydany na rynku europejskim przez słowacką wytwórnię Hevhetia. W 2018 powróciła do formuły kwartetu, wydała album pt. Mysterium Lunae, który miał swoją europejską premierę 7 marca 2018. W tym samym miesiącu uzyskała nominację do nagrody Fryderyk 2018 w kategorii Artysta Roku.

## Dyskografia
Albumy studyjne
- Na mojej drodze (2008)
- Still I Rise (2010)
- Breathing (2013)
- Renaissance : Gadt / Chojnacki / Gradziuk (2017)
- Mysterium Lunae: Anna Gadt Quartet feat. Annemie Osborne (2018)
- Gombrowicz: Anna Gadt & Marcin Olak (2020)
- Spontaneus Chamber Music 3: Anna Gadt, Annemie Osborne, Patryk Zakrocki, Marcin Olak (2020)
- Renaissance GESUALDO: Gadt / Chojnacki / Gradziuk (2021)

Gościnnie
- Kazik Staszewski – Silny Kazik pod wezwaniem (2008)
- Zacier – Masakra na Wałbrzyskiej, czyli zbiór wesołych piosenek o miłości, tolerancji i wzajemnym poszanowaniu (2009)
- Lora Szafran – Sekrety życia według Leonarda Cohena (2011)
- Nash – Trik (2016)
- Aleksandra Kutrzepa Quartet feat. Anna Gadt – Impressions (2018)
- Aleksandra Kutrzepa Quartet feat. Anna Gadt & Mikołaj Trzaska (2021)